# Hieracium anguinum
Hieracium anguinum là một loài thực vật có hoa trong họ Cúc. Loài này được (W.R.Linton) Roffey mô tả khoa học đầu tiên năm 1925.